# Calle de Benito Corbal
La calle de Benito Corbal es una vía de la ciudad española de Pontevedra situada en el primer ensanche de la ciudad. Es una de las principales calles de Pontevedra, conocida como la "Milla de Oro".

## Origen del nombre
Desde 1928 la calle está dedicada al empresario y político pontevedrés Benito Corbal (1853-1926). Fue el responsable del traslado del antiguo campo de la feria a la plaza de Barcelos y de la construcción de más del 80% de los edificios de la calle que lleva su nombre (incluida su propia casa en el número 34).

## Historia
El origen de la actual calle Benito Corbal se encuentra en el trazado de la nueva carretera de Orense, que en 1844 sustituyó al Camino Viejo de Castilla como principal salida de la ciudad hacia Castilla. Esta nueva vía de acceso a la ciudad, cuya parte más céntrica corresponde a la actual calle Benito Corbal, llegaba cerca de la iglesia de la Virgen Peregrina.
Desde 1866 esta vía se fue urbanizando. En 1868 se derribó la parte de las antiguas murallas de Pontevedra situada entre la puerta de Trabancas y el convento de San Francisco para abrir un paso desde la plaza de la Herrería a la nueva carretera de Orense.
La calle se convirtió en el eje principal del desarrollo de la ciudad, acaparando la mayor parte de la actividad del sector de la construcción. Por ello, el 28 de abril de 1894, el Ayuntamiento de Pontevedra acordó denominarla calle Progreso, desde la plaza de la Herrería hasta el Hospital Provincial de Pontevedra, que acababa de iniciar su construcción. En 1902 se aceleró la construcción en la calle al venderse terreno como solares.
En 1909 se inauguró el Hotel Progreso en el número 21 de la calle, en un notable edificio de piedra de nueva construcción de tres plantas y ático. Fue uno de los referentes de la vida social de la ciudad y, durante medio siglo, acogió importantes bodas y celebraciones hasta su demolición en 1974.
En 1915, debido al aumento del tránsito en la calle, se inauguró el edificio Gran Garaje en un solar que anteriormente albergaba unas cocheras utilizada como parada de coches de caballos.
En 1926, tras la muerte de Benito Corbal, el presidente de la patronal pontevedresa, apoyado por más de dos tercios de los vecinos de la calle, solicitó que la calle Progreso llevase el nombre de Benito Corbal, por ser un gran trabajador y amante de Pontevedra. La calle fue rebautizada el 18 de abril de 1928.

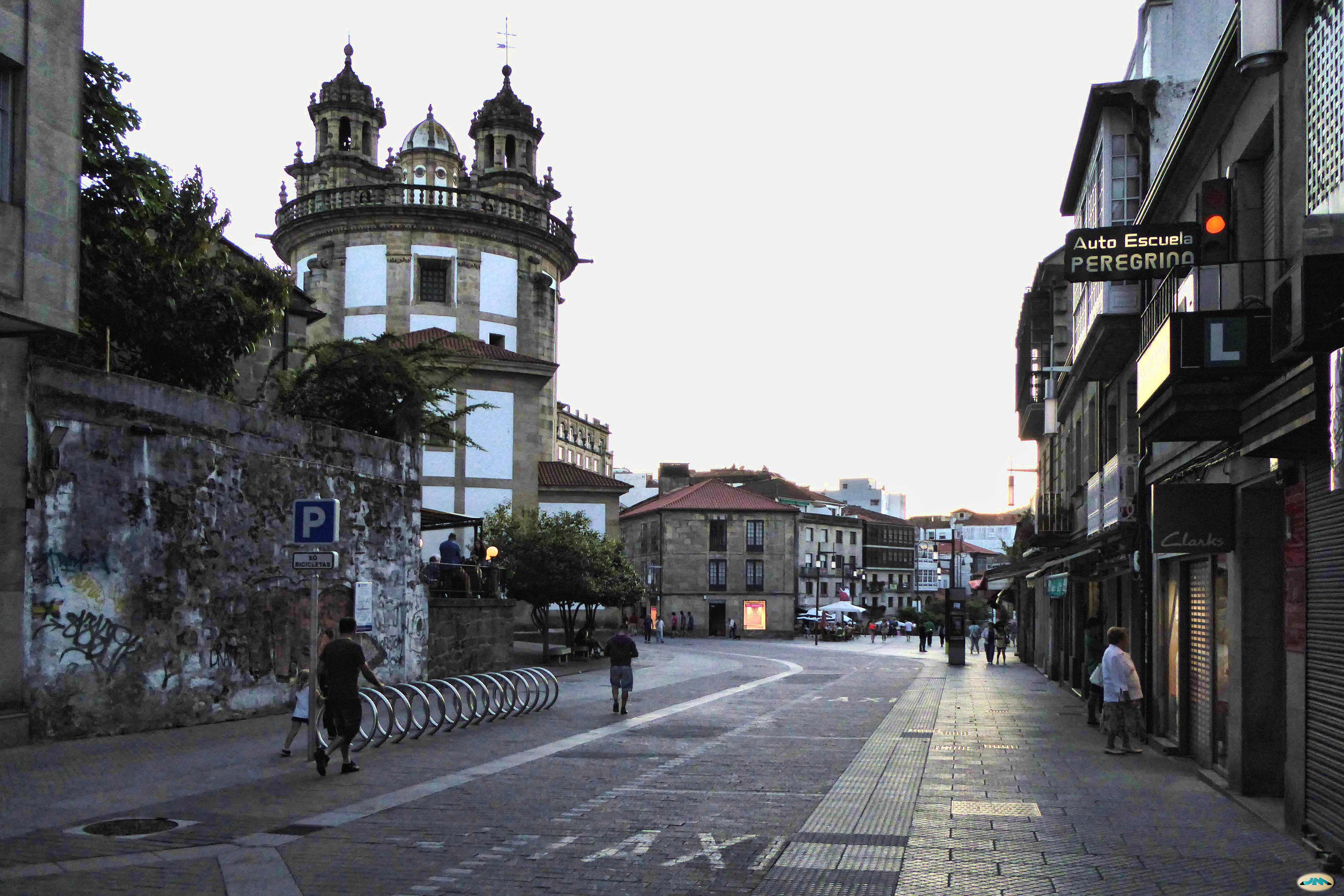
Primer tramo de la calle en el límite con el centro histórico de Pontevedra.

En 1938 nació en esta calle el restaurante Calixto (cerrado en 1992), porque sus fundadores pensaron que era necesario dar de comer a los que paraban en su casa de postas. Fue el primer restaurante de Pontevedra mencionado en la Guía Michelin.
En 1943 se inauguró en el número 15 de la calle Benito Corbal uno de los cines más importantes de la ciudad, con capacidad para 1200 espectadores, el Cine Victoria, que cerró sus puertas a finales de marzo de 2002 con la proyección de la película francesa Amélie.
En 1951, debido al aumento del número de coches y del tráfico rodado, se abrió la conocida gasolinera Costa Giráldez, en el número 49 de la calle. Los terrenos fueron cedidos por Valentín Costa Giráldez al Ayuntamiento. El local, que era aparcamiento, garaje y gasolinera en uno, permaneció abierto hasta finales de 2017.
En 1958, el emblemático Hotel Universo abrió sus puertas en la esquina de las calles Benito Corbal y Sagasta. Su jardín se extendía hasta el cruce con la calle Cruz Gallástegui. Con su cafetería, restaurante, boîte y salones de té, fue un referente en la vida social de Pontevedra y marcó una época en la ciudad. El hotel cerró sus puertas en 1977.
También en 1958, en el número 47 de la calle, se inauguró un edificio para la Sede Provincial del Movimiento, que fue completamente reformado con la llegada de la democracia. En 1977 el edificio se convirtió en la sede de la Delegación Provincial del Ministerio de Cultura de la provincia de Pontevedra. El 30 de junio de 1986, tras una completa reforma interior y exterior, se convirtió en la sede de la Junta de Galicia en la provincia de Pontevedra y abrió sus puertas el 20 de octubre de 1986. En 2018, el edificio fue completamente reformado y reinaugurado el 17 de junio de 2019.
El 15 de noviembre de 2013 se inauguró la zona peatonal del primer tramo de la calle de Benito Corbal, entre las calles Daniel de la Sota y Sagasta.
El 10 de marzo de 2022, la cadena de supermercados Gadis inauguró su mayor supermercado en Galicia en zona urbana, con dos plantas y 2.200 metros cuadrados de superficie de venta, tras una reforma integral del antiguo edificio Costa Giráldez.

## Descripción
Es una calle de medio kilómetro de longitud, recta y predominantemente llana, en pleno centro de la ciudad. Su anchura media es de 12 metros.
Se trata de una calle céntrica del primer ensanche de la ciudad, peatonalizada entre la plaza de la Peregrina y la plaza de la Herrería, en el límite del centro histórico de Pontevedra, y la calle Sagasta, y con un carril de circulación y dos aceras desde la calle Sagasta hasta la calle Doctor Loureiro Crespo. Toda la calle está arbolada, bordeada longitudinalmente por sóforas en su lado norte.
En su trazado confluyen numerosas calles, de oeste a este: Daniel de la Sota, Cobián Roffignac, Genaro Pérez de Villamil (hacia la plaza de Barcelos), Sagasta, Vasco da Ponte, Lepanto (peatonal), Blanco Porto y Javier Puig.
Es una de las principales calles de la Pontevedra y uno de sus puntos neurálgicos, donde se encuentra la mayor zona comercial de la ciudad, con numerosos comercios y franquicias nacionales e internacionales.

## Edificios destacados
En la calle Benito Corbal existían numerosos edificios modernistas de principios del siglo XX que desaparecieron al ser demolidos como consecuencia de la especulación urbanística e inmobiliaria de los años 1970 y 1980 en la ciudad.

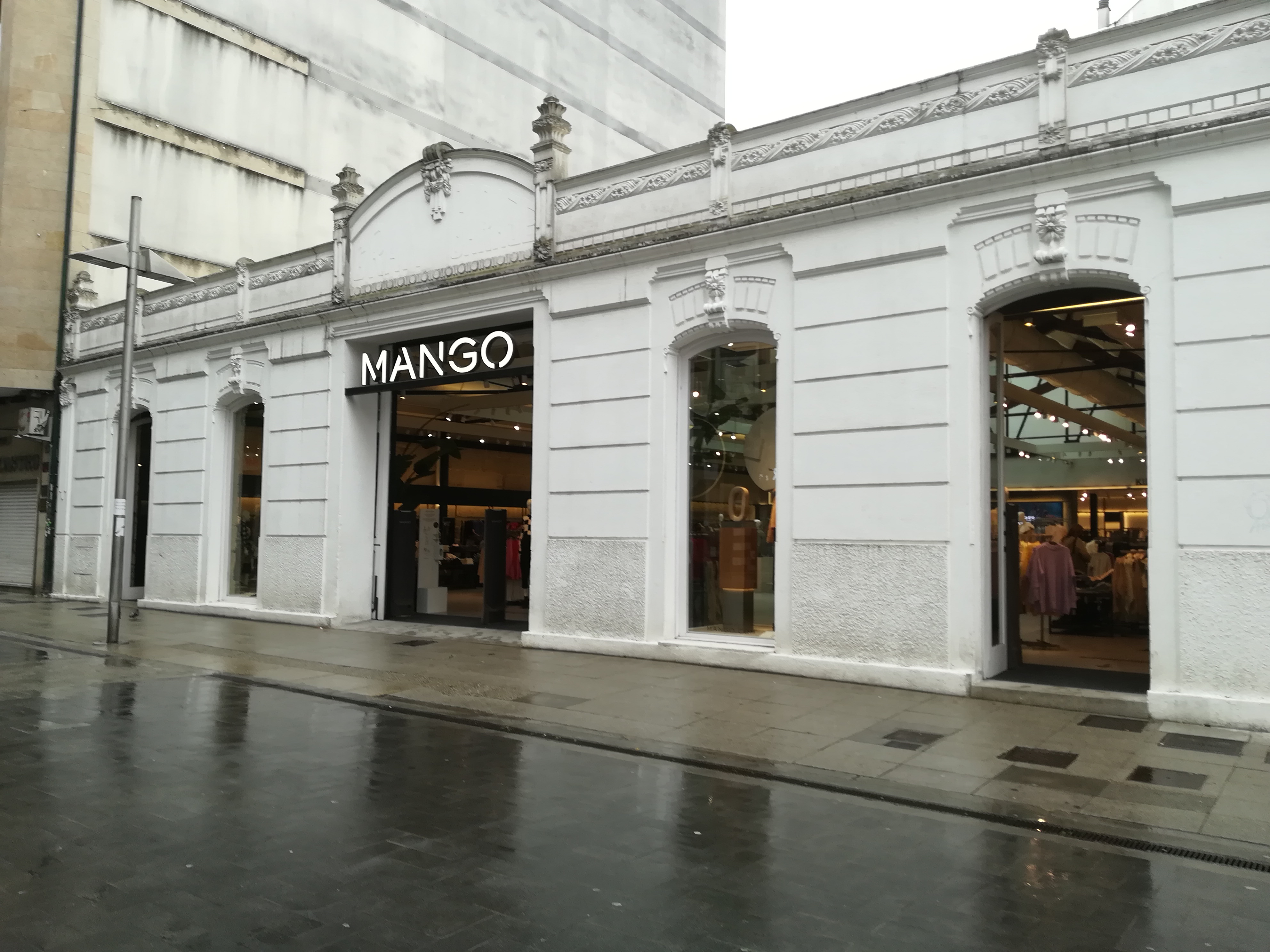
Edificio modernista Gran Garaje en el número 8.

El inicio de la calle coincide con la parte trasera de la Iglesia de la Virgen Peregrina, uno de los edificios más emblemáticos de Pontevedra, catalogado como Bien de Interés Cultural. Se trata de un templo barroco circular con elementos neoclásicos y planta en forma de vieira, terminado en 1792. Al lado de esta parte trasera de la iglesia se encuentra una de las cuatro fuentes decimonónicas de hierro fundido típicas de la ciudad.
Los edificios de los números 1, 5 y 9 de la calle, en el extremo del casco histórico, próximos a la iglesia del Convento de San Francisco, datan del siglo XIX.
En el número 8 de la calle se encuentra el edificio modernista Gran Garaje. Construido en 1915, es uno de los pocos ejemplos de edificios modernistas que quedan en la ciudad. Destaca por el color blanco de su fachada y su decoración. Actualmente alberga una tienda de la firma de ropa Mango.
En el número 17 se encuentra el edificio Domínguez, un edificio de piedra de cuatro plantas diseñado por el arquitecto José Barreiro Vázquez, construido entre 1947 y 1949. En el número 11, en la esquina con la calle Cobián Roffignac, hay otro edificio de piedra de cinco plantas, el Edificio Martínez, diseñado en 1948 por el arquitecto Juan Argenti Navajas.
En el número 47 de la calle se encuentra uno de los edificios de la Junta de Galicia en la ciudad, que durante las dos últimas décadas del siglo XX fue su sede principal en Pontevedra. A finales de los años 1970 fue sede provincial del Ministerio de Cultura y en 1986 fue completamente reformado. En 2019 volvió a renovarse por completo incluyendo fachada ventilada cubierta de paneles azules y adquirió su característico color en el exterior por el que fue rebautizado popularmente como edificio azul.

## Galería de imágenes

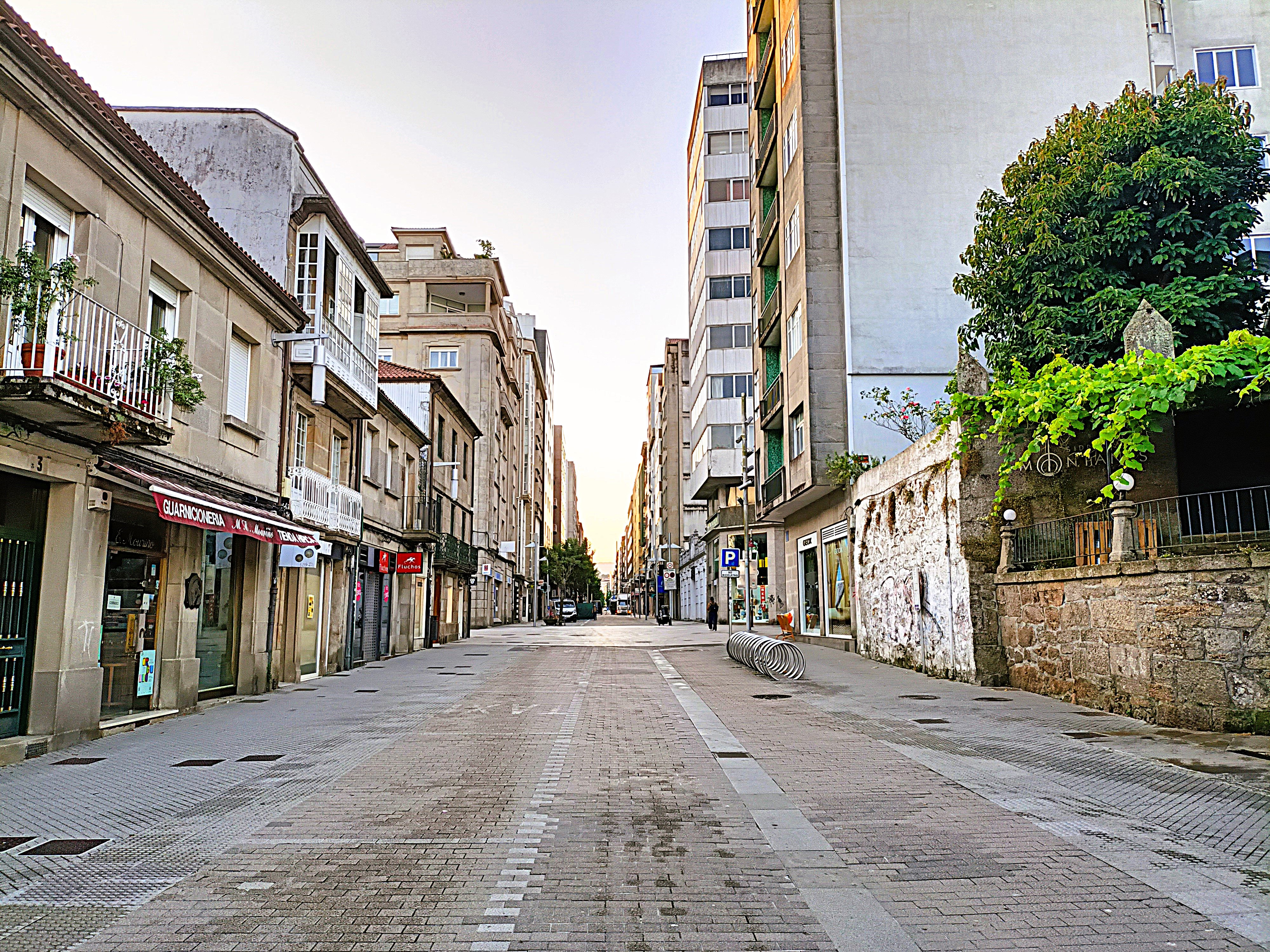
Primer tramo de la calle
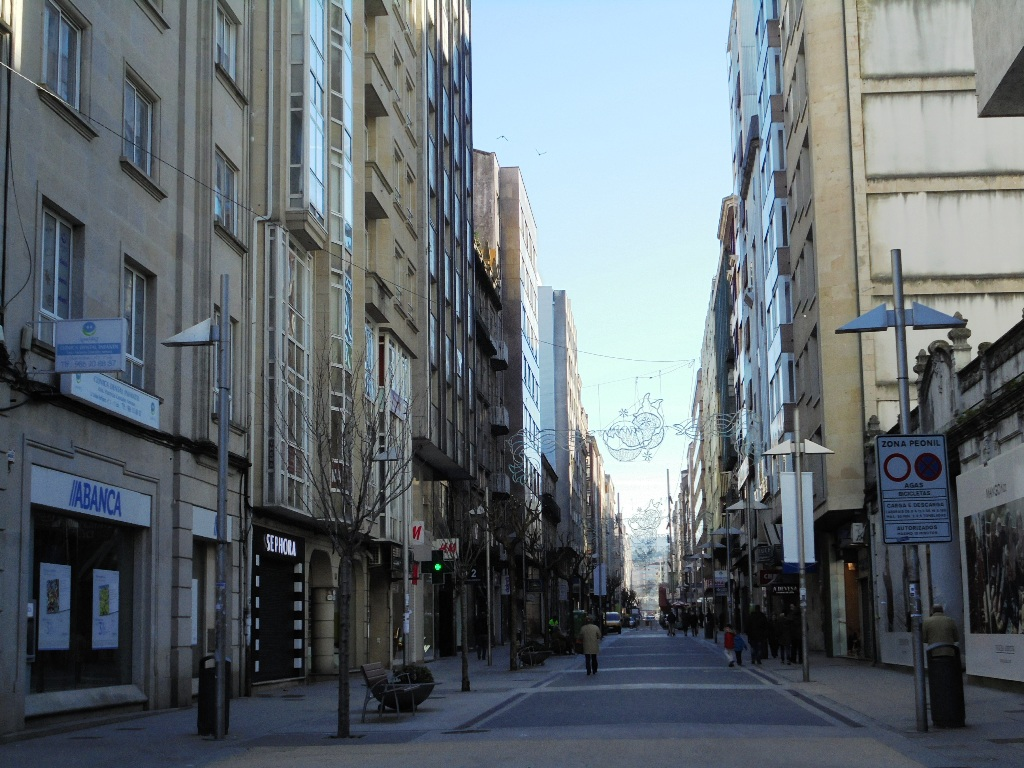
Tramo peatonal desde la calle Daniel de la Sota hasta la calle Sagasta
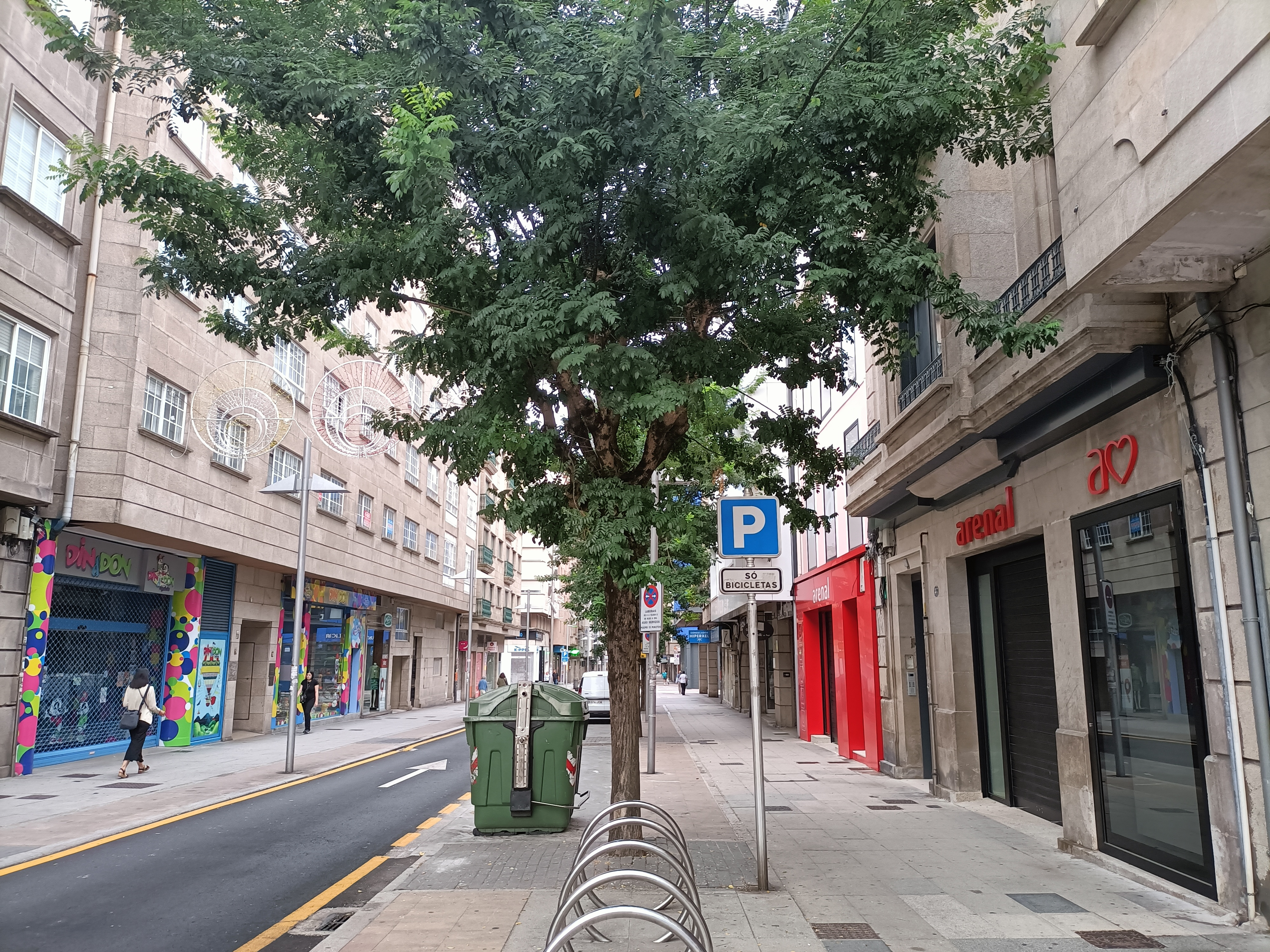
Tramo este de la calle
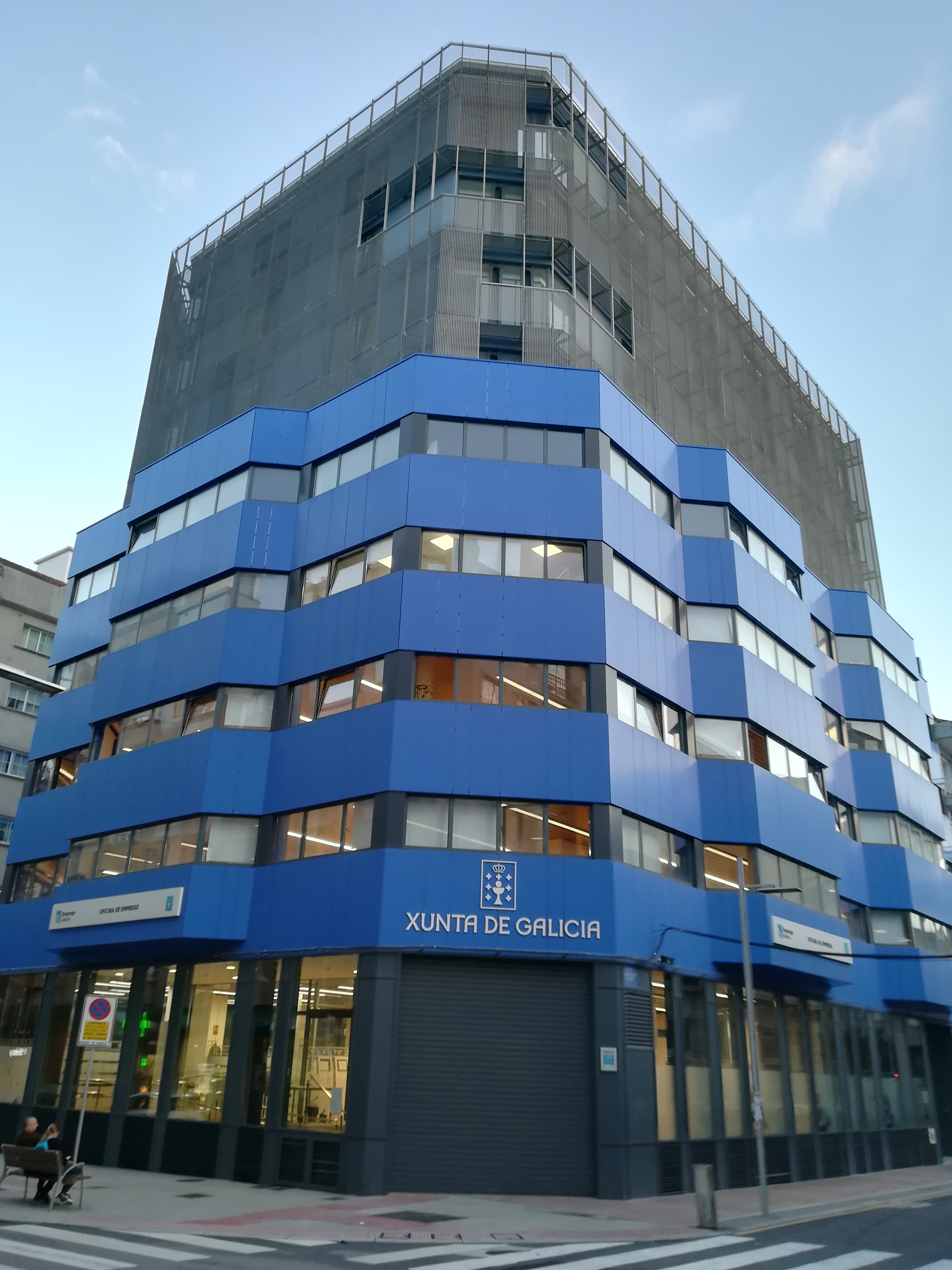
Edificio aministrativo de la Junta de Galicia en el número 47
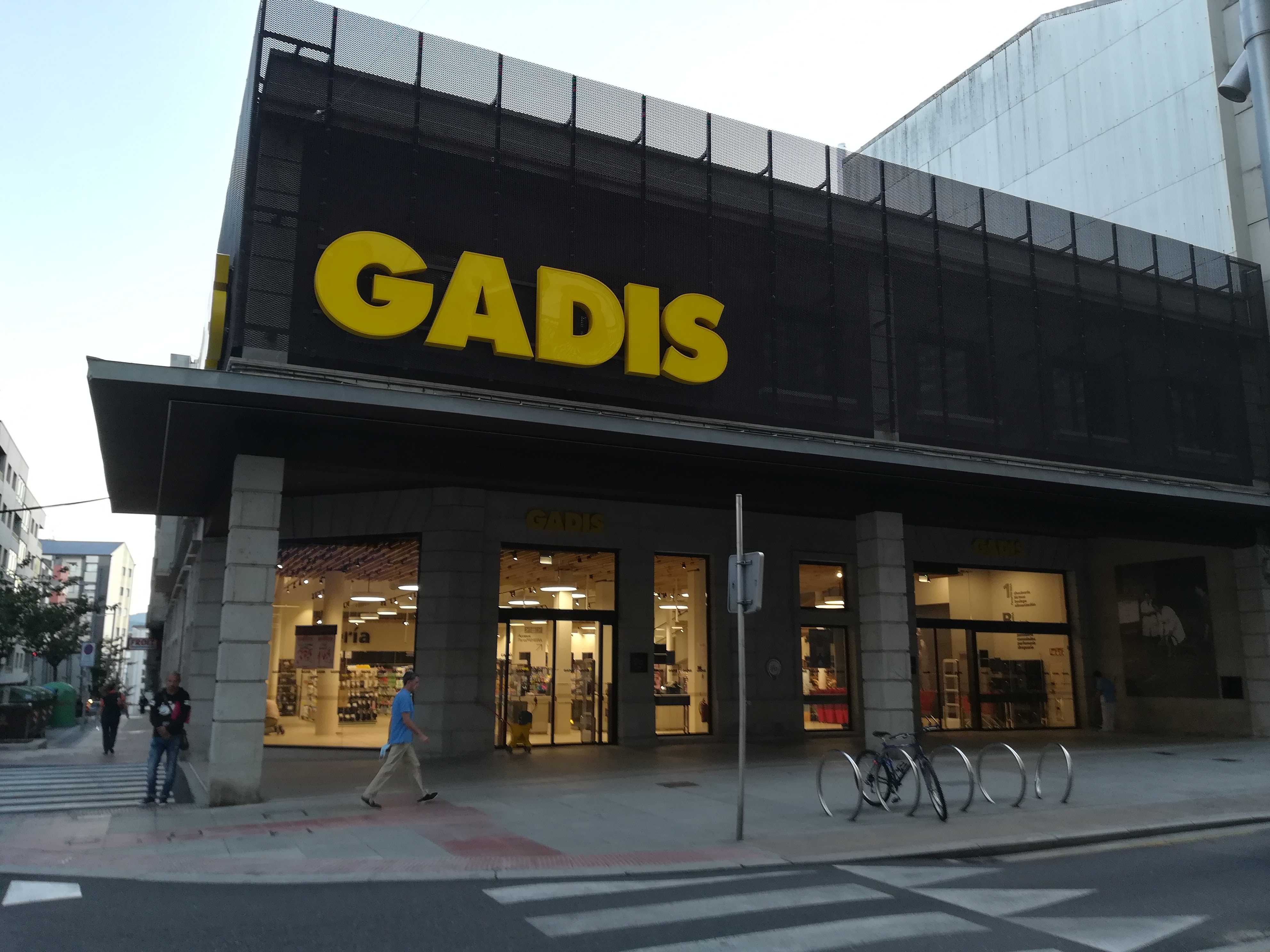
Número 49 de la calle
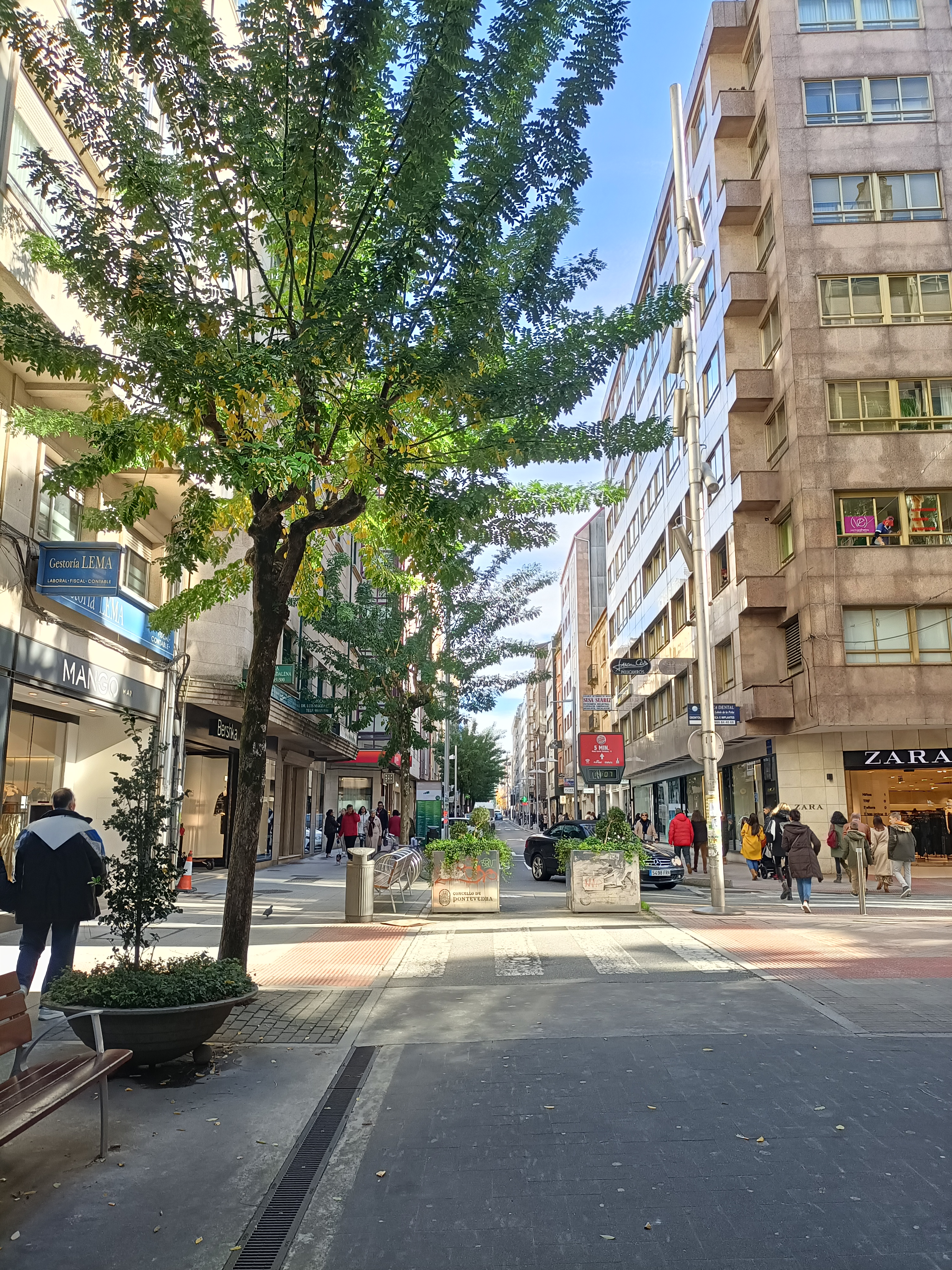
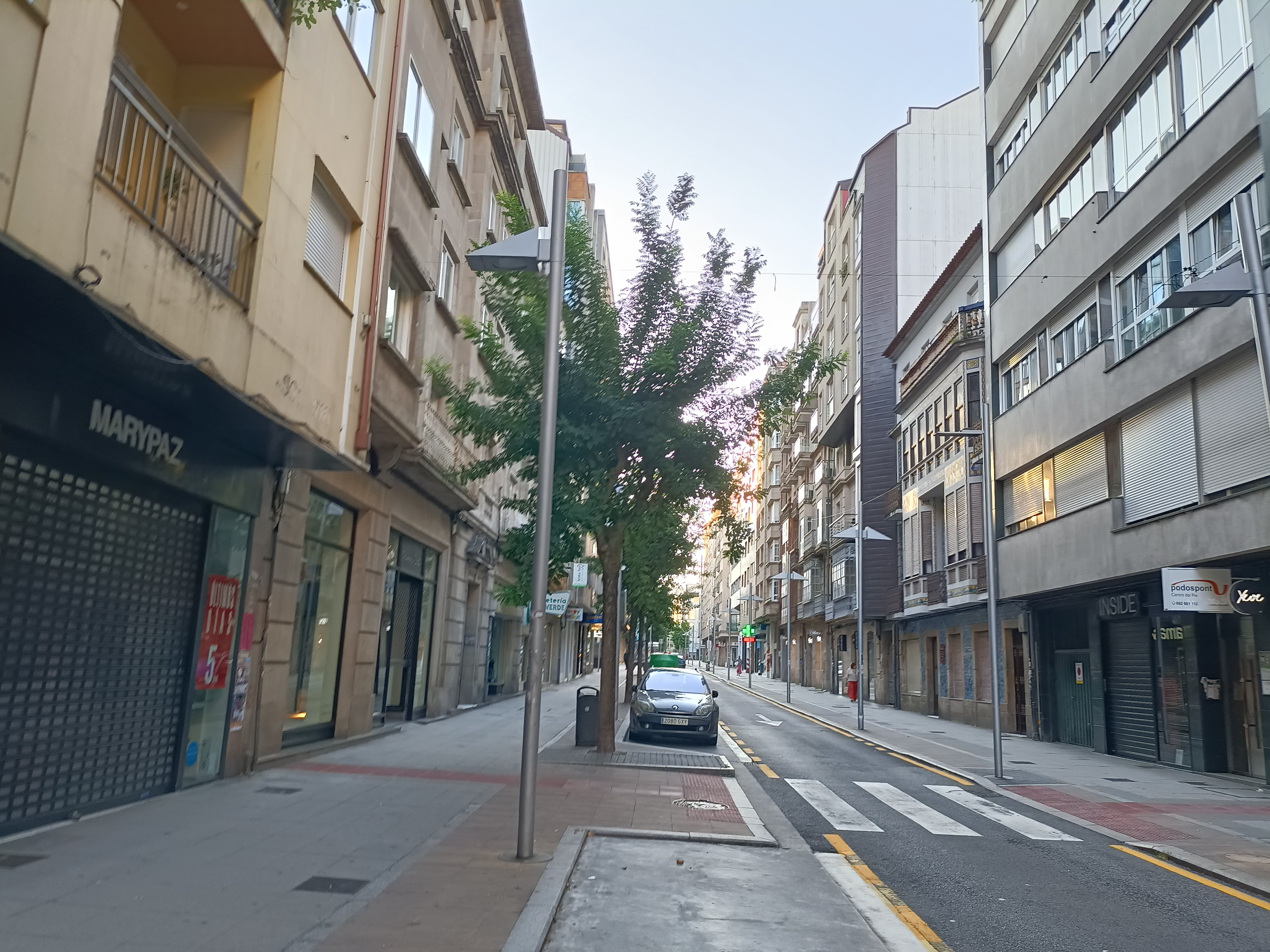
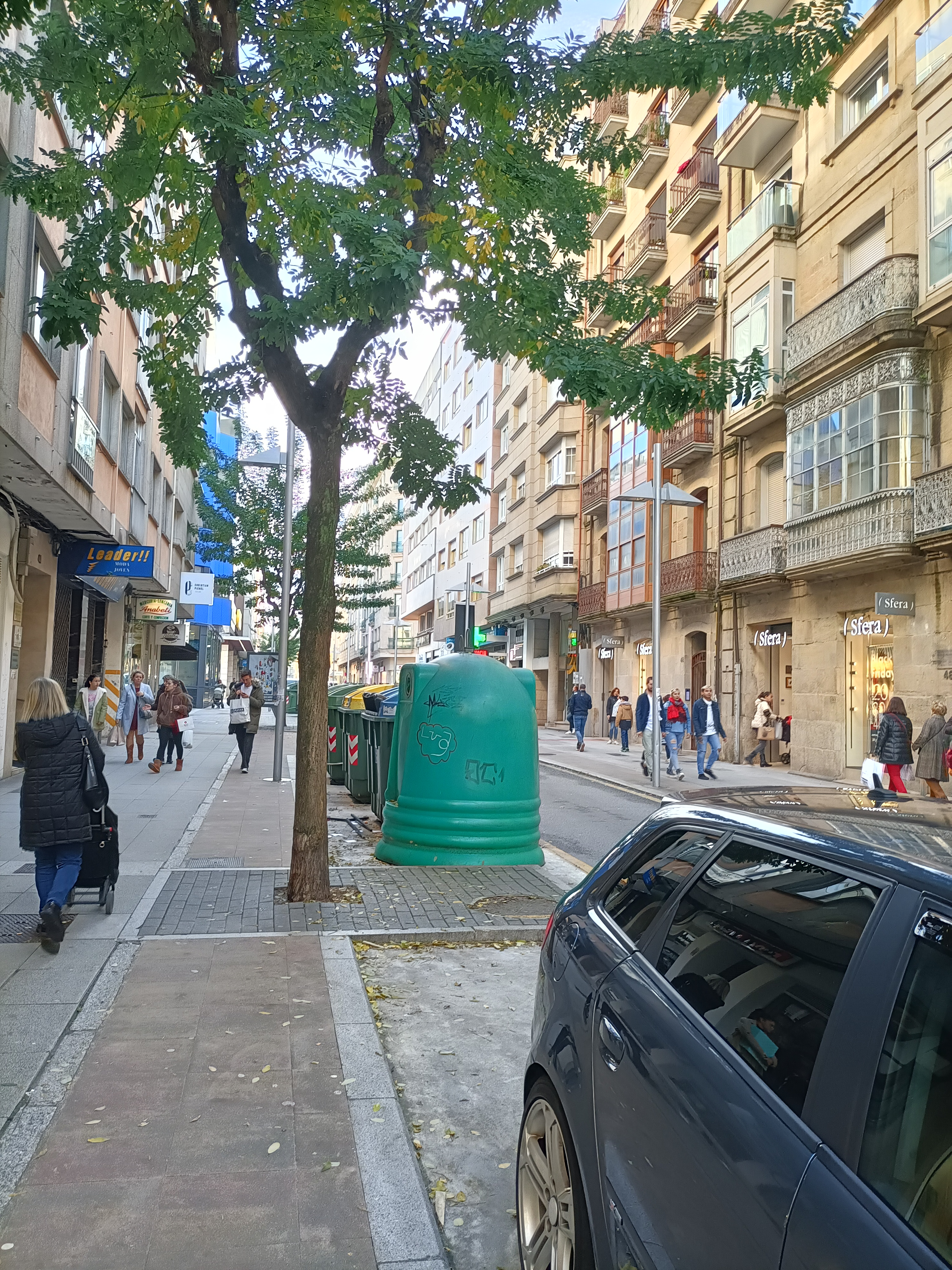
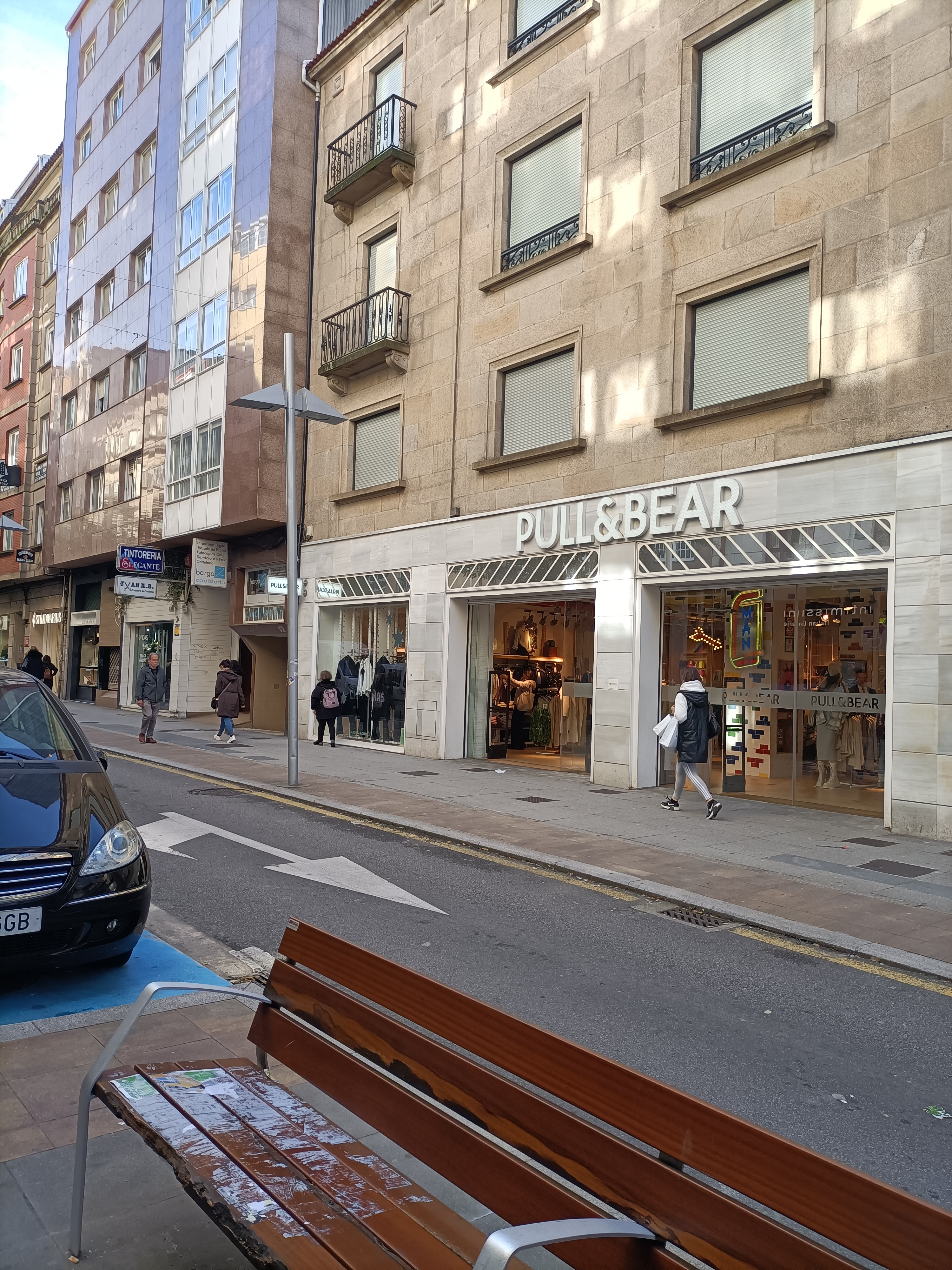
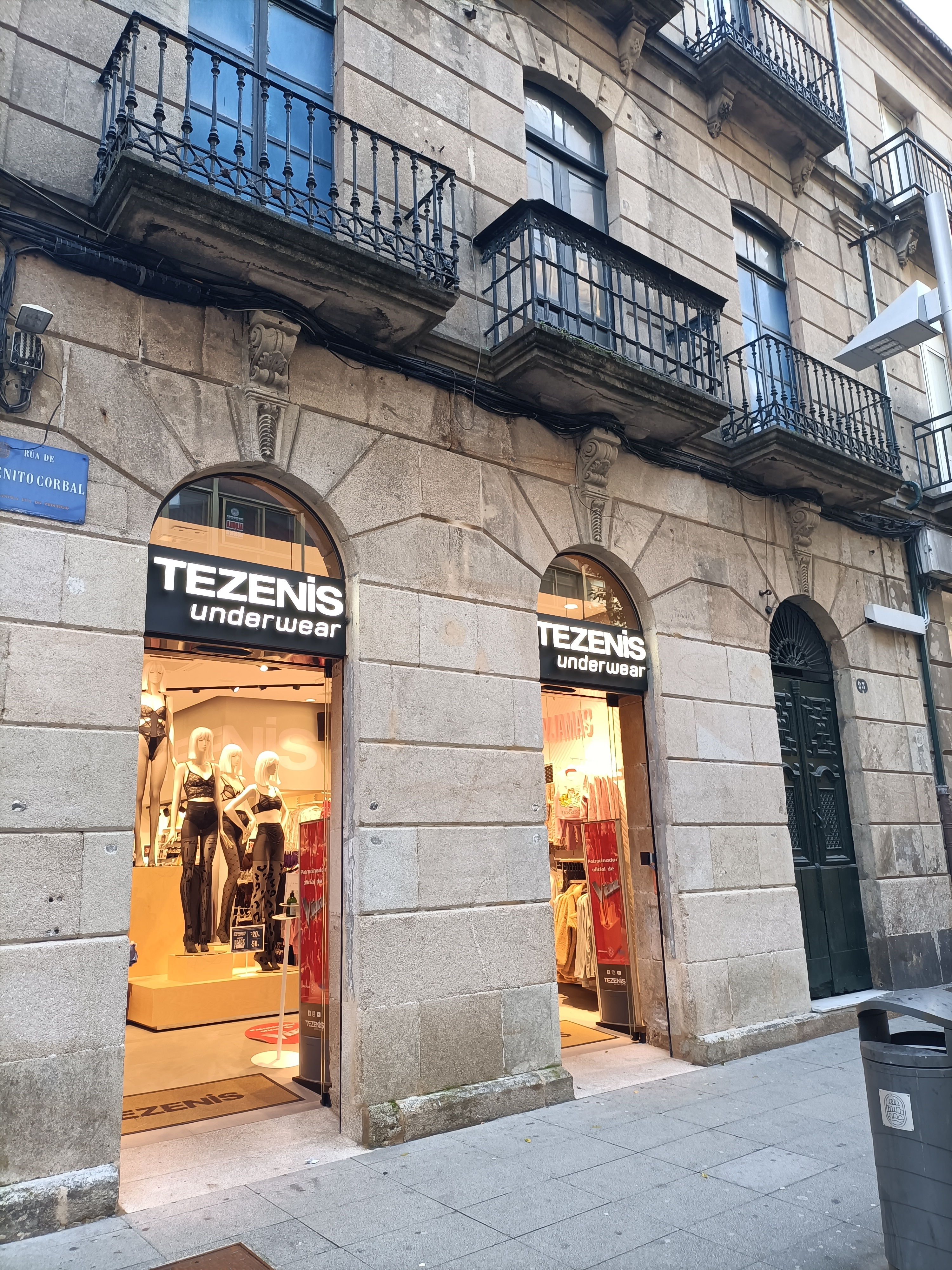